# Coeliccia loogali
Coeliccia loogali là loài chuồn chuồn trong họ Platycnemididae. Loài này được Fraser in Laidlaw mô tả khoa học đầu tiên năm 1932.